# Олексій-Нестор Науменко
Олексій-Нестор Науменко (Олексій Сергійович Науменко, нар. 11 березня 1973, Київ, Україна)  –
український кінорежисер, сценарист, оператор, продюсер. Займається експериментальним кіно, документалістикою та візуальним мистецтвом. 
Також є мандрівником і публіцистом, що пише на культурні, соціальні, етнографічні та
кінематографічні теми.  

## Біографія та кар'єра
Олексій Науменко народився в Києві. Здобувши вищу технічну освіту в Київському політехнічному інституті, він продовжив академічне навчання та вступив на кінофакультет Київського національного університету театру, кіно і телебачення імені Івана Карпенка-Карого, який закінчив 2000 року, отримавши кваліфікацію режисера кіно і телебачення. 
Олексій-Нестор Науменко почав свою професійну діяльність у середині 1990-х років як асистент режисера
та режисер монтажу на телебаченні. Згодом став незалежним кінорежисером, працюючи в різних жанрах і форматах. Його фільми висвітлюють теми соціальної нерівності, збереження культурної спадщини та внутрішнього світу людини.
Творчий доробок Олексія-Нестора Науменка становить понад 50 фільмів: документальні, хронікальні, публіцистичні, музичні, короткометражні ігрові, експериментальні, фотофільми, артхаус. Режисер знімає фільми різними мовами, зокрема, українською, англійською та іспанською. 
Серед експериментальних робіт Науменка – фільм «50 горизонтів», створений у стилі мінімалізму та абсурдизму. Його прем’єра відбулася 19 березня 2023 року у Будинку кіно в Києві на творчому вечорі з нагоди 50-річчя режисера. У жовтні 2023 року фільм узяв участь у позаконкурсній програмі експериментального кіно на Київському міжнародному кінофестивалі «Молодість». 
Серед інших кіноробіт Олексія-Нестора Науменка – мандрівні есе «Рік вулканів» (2018) та «Сонячний острів» (2021), «Карибська трилогія» (2020), авторське дослідження Японії «Шлях метелика» (2014) та цикл мініатюр «Мандрівна абетка Нестора» (розпочато 2022 року).
Митець фільмує по всьому світу. «Рік вулканів» знято на чотирьох європейських вулканах: Везувії, Етні (Італія), Тейде (Іспанія) та Санторині (Греція). «Карибську трилогію», до якої входять фільми «Стіни Санто-Домінго», «Квітка в тумані» та «47», знято на Кубі та в Домініканській Республіці.
Фільм «Сонячний острів» знято в 11 країнах на чотирьох континентах. До фільму «50 горизонтів»  увійшли епізоди з 21 країни, серед яких Україна, Панама, Японія, Ісландія, Єгипет, Швейцарія, Чорногорія, Шрі-Ланка, Мальдіви тощо.
Одним із творчих напрямків діяльності Науменка є етнографія. На двох вечорах етнографічного кіно, що відбулися в грудні 2024 та січні 2025 року в Будинку кіно в Києві, автор представив вісім своїх робіт, знятих у Фінляндії, Німеччині, Японії, Україні, Норвегії, Вірменії та Австралії.
Більшість фільмів режисер створив на власній студії «Нестор-Фільм».

## Фотографія та виставки
Олексій-Нестор Науменко займається візуальним мистецтвом, зокрема, фотографією. Фотопроект «Три міста – три світи» презентує світлини, зроблені режисером під час подорожей. Проект представлено 2019 року в Державній науковій архітектурно-будівельній бібліотеці імені В.Г. Заболотного  та в Національній науковій медичній бібліотеці України. Під час
відкриття виставок, окрім світлин, режисер продемонстрував свої фільми, присвячені трьом
містам – Токіо, Сараєву та Малє (міні-цикл «Три столиці»). 
Науменко виступає куратором художніх виставок та перформативних проектів.  

## Публіцистика
Як публіцист, Олексій-Нестор Науменко співпрацює з різними виданнями, зокрема, з «Дзеркалом тижня», журналами «KINO-КОЛО»  та «Кіно-Театр», де публікує статті на культурні, соціальні, етнографічні, кінематографічні та туристичні теми.
Автор працює як у традиційних формах і жанрах (огляд, інтерв’ю, розслідування), так і в доволі рідкісних – зокрема, у форматі «круглого столу», в якому реалізовано проект «Брондукове коло», присвячений видатному українському акторові Бориславу Брондукову.
Серед інших прес-проектів Науменка – «Миколайчукове коло»
(цикл інтерв’ю до 65-річчя видатного українського актора й режисера Івана Миколайчука), «Коло Тарковського» (до 75-річчя кінорежисера Андрія Тарковського), а також низка розлогих інтерв’ю з колегами-кінематографістами.
Олексій-Нестор Науменко взяв активну участь у написанні книги спогадів кінорежисера Ігоря Масленникова «Бейкер-стріт на Петроградській», виданої 2007 року.

## Викладацька діяльність
Олексій-Нестор Науменко читає лекції та проводить майстер-класи. Він розробив і викладав курс лекцій із журналістики студентaм Державного університету інформаційно-комунікаційних технологій.

## Повна режисерська фільмографія Олексія-Нестора НАУМЕНКА 1997-2025
| №  | Назва фільму                                                     | Рік  | Жанр                                                        | Хронометраж (хвилин) | Участь у фільмі                                | Коментар |
| -- | ---------------------------------------------------------------- | ---- | ----------------------------------------------------------- | -------------------- | ---------------------------------------------- | --- |
| 1  | Реконструкція свідомості                                         | 1997 | документальний, портрет                                     | 46                   | режисер сценарист оператор продюсер            | студентський; про художника-авангардиста Гліба Вишеславського                                                                     |
| 2  | Троянда Парацельса                                               | 1998 | ігровий, екранізація                                        | 17                   | режисер сценарист продюсер                     | студентський; за новелою Хорхе Луїса Борхеса; у ролях Богдан Камбуров, Аркадій Непиталюк; оператор Андрій Клименко                |
| 3  | Далека рідна земля                                               | 1998 | документальний, етнографічний                               | 33                   | режисер співсценарист                          | про українців Австралії; для студії «Еталон»                                                                                      |
| 4  | Мелодія!                                                         | 1999 | документальний, музичний, портрет                           | 37                   | режисер сценарист продюсер                     | студентський; про композитора-«шістдесятника» Віталія Годзяцького; оператор Дмитро Тяжлов                                         |
| 5  | Прагнення душ                                                    | 1999 | ігровий, артхаус                                            | 21                   | режисер сценарист оператор продюсер            | студентський; у ролях Світлана Штанько, Олексій Науменко, Анатолій Дяченко, Ганна Силенко; другий оператор Аркадій Непиталюк      |
| 6  | Стихія                                                           | 2000 | документальний, портрет                                     | 30                   | режисер оператор співпродюсер                  | студентський дипломний; сценарій Ганни Яровенко; знято в Криму (Україна)                                                          |
| 7  | Частки буття                                                     | 2000 | документальний, портрет                                     | 31                   | режисер сценарист оператор співпродюсер        | про шкільну вчительку містечка Боярка, що на Київщині                                                                             |
| 8  | Людина на пагорбі                                                | 2007 | документально-ігровий, артхаус                              | 33                   | режисер, сценарист оператор продюсер           | у ролях Наталія Морозова, Андрій Кулагін                                                                                          |
| 9  | Хвали зиму після Миколи!                                         | 2008 | документальний, етнографічний                               | 12                   | режисер сценарист оператор співпродюсер        | знято в маєтку Святого Миколая на Івано-Франківщині (Україна)                                                                     |
| 10 | Як українці в Сибіру живуть                                      | 2008 | документальний, етнографічний                               | 85                   | режисер сценарист оператор співпродюсер        | знято в Південно-Західному Сибіру (Омськ, Томськ, Новосибірськ); співпродюсер Аскольд Лозинський                                  |
| 11 | Сонце неодмінно прийде                                           | 2009 | документальний нарис                                        | 11                   | режисер сценарист оператор продюсер            | знято в Криму (Україна) |
| 12 | Наближення Камчатки                                              | 2009 | документальний, фільм-концерт                               | 36                   | режисер сценарист оператор продюсер            | пісні Олега Бочка в авторському виконанні; знято в Києві та Санкт-Петербурзі                                                      |
| 13 | За межами кола                                                   | 2010 | документальний, портрет                                     | 50                   | режисер сценарист оператор співпродюсер        | про долю митця в сучасному світі; знято в Києві та на Черкащині                                                                   |
| 14 | Майдан-на-крові                                                  | 2014 | хронікально-документальний                                  | 36                   | режисер сценарист співпродюсер                 | у співпраці з телеканалом «НТН»                                                                                                   |
| 15 | Шлях метелика                                                    | 2014 | документальний, артхаус                                     | 48                   | режисер сценарист оператор співпродюсер        | знято в Японії; співпродюсер Такеші Хірата                                                                                        |
| 16 | Відвідувачі раю                                                  | 2015 | видовий                                                     | 77                   | режисер сценарист оператор продюсер            | знято на Мальдівах |
| 17 | Три столиці: Сараєво – місто спотикання                          | 2015 | документальний                                              | 15                   | режисер сценарист оператор продюсер            | знято в Боснії та Герцеговині |
| 18 | Три столиці: Токіо – столиця протилежностей                      | 2015 | документальний                                              | 16                   | режисер сценарист оператор продюсер            | знято в Японії |
| 19 | Озеро Охрид                                                      | 2016 | видовий                                                     | 12                   | режисер сценарист оператор продюсер            | знято в Македонії |
| 20 | Київські епізоди                                                 | 2016 | документальний, концептуальний                              | 76                   | режисер сценарист оператор продюсер            | знято в Києві |
| 21 | Херня                                                            | 2016 | ігровий, комедія                                            | 9                    | режисер оператор                               | сценарій Олега Романенка; у ролях Тетяна Нянькіна, Андрій Губін; знято в м. Суми (Україна)                                        |
| 22 | 44                                                               | 2018 | документально-публіцистичний, автобіографічний              | 12                   | режисер сценарист оператор продюсер композитор | знято в горах Метеора в Греції |
| 23 | День пива                                                        | 2018 | документальний нарис                                        | 7                    | режисер сценарист оператор продюсер            | знято в Мюнхені (Німеччина) під час Октоберфесту                                                                                  |
| 24 | Три столиці: Малє – найменша столиця світу                       | 2018 | документальний                                              | 16                   | режисер сценарист оператор продюсер            | знято на Мальдівах |
| 25 | Рік вулканів                                                     | 2018 | документально-публіцистичний                                | 30                   | режисер сценарист оператор продюсер композитор | знято на вулканах Везувій та Етна (Італія), Тейде (Іспанія), Санторині (Греція)                                                   |
| 26 | Кабінет стоматолога                                              | 2019 | ігровий скетч, сатира                                       | 3                    | режисер сценарист                              | оператор Михайло Лебедєв; у ролях Ігор Халізов, Катерина Озірна, Олена Саломатіна                                                 |
| 27 | О: Мовчання тріски                                               | 2020 | документальний нарис                                        | 8                    | режисер сценарист оператор продюсер            | знято на Лофотенських островах (Норвегія)                                                                                         |
| 28 | Квітка в тумані                                                  | 2020 | документально-публіцистичний                                | 19                   | режисер сценарист оператор продюсер            | знято на Кубі |
| 29 | 47                                                               | 2020 | документально-публіцистичний, екологічний, автобіографічний | 15                   | режисер сценарист оператор продюсер            | знято в Домініканській республіці, на Кубі, Канарських островах, Шрі-Ланці, Мальдівах, в Панамі та Японії                         |
| 30 | Стіни Санто-Домінго                                              | 2020 | документальний, концептуальний                              | 10                   | режисер сценарист оператор продюсер            | знято в Домініканській республіці                                                                                                 |
| 31 | Сонячний острів                                                  | 2021 | документально-публіцистичний                                | 69                   | режисер сценарист оператор продюсер            | музика Макса Лимаря; знято в 11 країнах протягом 2012-2020                                                                        |
| 32 | Відень – музична столиця світу                                   | 2021 | документальний                                              | 30                   | режисер сценарист оператор продюсер            | знято в Австрії |
| 33 | Мандрівна абетка Нестора: Рованіємі. У гості до Різдвяного Козла | 2022 | документальний                                              | 6                    | режисер сценарист оператор продюсер            | музика Макса Лимаря; знято в маєтку Йоулупуккі (фін. Joulupukki) в Рованіємі (Фінляндія)                                          |
| 34 | Мандрівна абетка Нестора: О. Про що мовчить тріска               | 2022 | документально-публіцистичний                                | 5                    | режисер сценарист оператор продюсер            | музика Макса Лимаря; знято на Лофотенських островах (Норвегія)                                                                    |
| 35 | Дороги Вірменії: Книги Ахпата                                    | 2022 | документальний                                              | 5                    | режисер сценарист оператор продюсер            | знято у Вірменії |
| 36 | Час збирати каміння (Tiempo de juntar piedras)                   | 2022 | документальний, портрет                                     | 34                   | режисер сценарист оператор співпродюсер        | знято в Каталонії (Іспанія); іспанською мовою                                                                                     |
| 37 | Мандрівна абетка Нестора: Венеція. Життя проти смерті            | 2022 | документально-публіцистичний                                | 6                    | режисер сценарист оператор продюсер            | музика Макса Лимаря; знято в Італії                                                                                               |
| 38 | Мандрівна абетка Нестора: Барселона. Мрії залізобетону           | 2022 | документально-публіцистичний                                | 12                   | режисер сценарист оператор продюсер            | музика Макса Лимаря; знято в Іспанії                                                                                              |
| 39 | 50 горизонтів                                                    | 2023 | документальний, авангард                                    | 77                   | режисер сценарист оператор продюсер            | третя частина автобіографічної тетралогії                                                                                         |
| 40 | 50 вод                                                           | 2023 | документальний, концептуальний                              | 77                   | режисер сценарист оператор продюсер            | перша частина автобіографічної тетралогії                                                                                         |
| 41 | 50 доріг                                                         | 2023 | документальний, концептуальний                              | 77                   | режисер сценарист оператор продюсер            | друга частина автобіографічної тетралогії                                                                                         |
| 42 | Краєвид забуття (Paysage de l’oubli)                             | 2023 | документальний, авангард                                    | 39                   | режисер оператор продюсер                      | знято в Чорнобилі (Україна) та на узбережжях Атлантичного океану (Ісландія, Іспанія, Домініканська республіка); французькою мовою |
| 43 | Безсмертний Гамлет (Immortal Hamlet)                             | 2023 | документально-ігровий                                       | 21                   | режисер сценарист оператор продюсер            | інсценування п’єси Вільяма Шекспіра; знято в замку Кронборг (Гельсінгер, Данія); англійською мовою; музика Макса Лимаря           |
| 44 | Дороги Вірменії: В’язень Хор-Вірапа                              | 2023 | документальний                                              | 11                   | режисер сценарист оператор продюсер            | знято у Вірменії |
| 45 | Мандрівна абетка Нестора: Вашингтон. Квітучі дні                 | 2023 | документально-публіцистичний                                | 7                    | режисер сценарист оператор продюсер            | музика Макса Лимаря; знято в CША                                                                                                  |
| 46 | Мандрівна абетка Нестора: Флоренція. Заціпеніле місто            | 2023 | документально-публіцистичний фотофільм                      | 8                    | режисер сценарист оператор продюсер            | музика Макса Лимаря; знято в Італії                                                                                               |
| 47 | Мандрівна абетка Нестора: Єрусалим. Тріумф стін                  | 2023 | документально-публіцистичний                                | 11                   | режисер сценарист оператор продюсер            | музика Макса Лимаря; знято в Ізраїлі                                                                                              |
| 48 | Мандрівна абетка Нестора: Париж. Птахи кохання                   | 2023 | документально-публіцистичний                                | 11                   | режисер сценарист оператор продюсер            | музика Макса Лимаря; знято у Франції                                                                                              |
| 49 | Час розкиданого каміння                                          | 2024 | фотофільм, авторська художня публіцистика                   | 10                   | режисер сценарист фотограф продюсер            | знято в Кам’янці-Подільському (Україна)                                                                                           |
| 50 | 50 зустрічей                                                     | 2024 | документальний, концептуальний, автобіографічний            | 203                  | режисер сценарист оператор продюсер            | четверта частина автобіографічної тетралогії                                                                                      |
| 51 | Мандрівна абетка Нестора: Камакура. Краплини істини              | 2024 | документальний                                              | 10                   | режисер сценарист оператор продюсер            | музика Макса Лимаря; знято в Японії                                                                                               |
| 52 | Мандрівна абетка Нестора: Ояма. Бешкетники в храмі               | 2024 | документальний, етнографічний                               | 9                    | режисер сценарист оператор продюсер            | музика Макса Лимаря; знято в Японії                                                                                               |
| 53 | Бурхливе море нашого життя                                       | 2024 | документальний                                              | 28                   | режисер оператор продюсер                      | за матеріалами виставки картин Миколи Костюшка; основний оператор Андрій Клименко                                                 |
| 54 | Побачення з Максимом Рильським                                   | 2025 | хронікально-документальний                                  | 37                   | редактор режисер звукорежисер                  | про поета Максима Рильського; автор сценарію Максим Рильський (молодший)                                                          |